# Algis Rimas
Algis Rimas (* 26. November 1940 in Baukai, Rajongemeinde Radviliškis; † 9. August 2010 in Vilnius) war ein litauischer Politiker.

## Biografie
Von 1946 bis 1950 lernte er in Šilaikonys und von 1950 bis 1953 in Šnikonys. Nach dem Abitur von 1953 bis 1957 an der Mittelschule Šeduva absolvierte er 1962 das Diplomstudium der Mechanik an der Lietuvos žemės ūkio akademija.
1962 arbeitete er beim Verband „Lietžemūktechnika“ in Kalvarija, von 1963 bis 1966 in Kapsukas (Marijampolė). Von 1970 bis 1990 war er Deputat von Kapsukas. 1988 war er stellvertretender Bürgermeister von Rajon Marijampolė, von 1988 bis 1990 erster Sekretär der Lietuvos komunistų partija in Marijampolė. Von 1990 bis 1995 war er Vorsitzender des Deputatenrats des Rajons Marijampolė. Von 1995 bis 1997 war er Leiter von Bezirk Marijampolė. 1997 arbeitete er bei AB Ūkio bankas und von 1998 bis 2000 bei AB Lietuvos taupomasis bankas. Von 2000 bis 2008 war er Mitglied im Seimas narys.
Ab 1990 war er Mitglied der Lietuvos demokratinė darbo partija und ab 2001 der Lietuvos socialdemokratų partija.